# And world tour final 20060409
『and world tour final 20060409』（アンド・ワールド・ツアー・ファイナル・）は、ACIDMANの5枚目のDVD。2006年7月19日に東芝EMIから発売された。

## 概要
初のライブDVDとして、2006年4月9日のZepp Tokyoで行われた“and world”ツアーファイナルの模様を完全収録している。一部の曲ではバックにある映像とリンクしているものがある。“and world”ツアーはすべての公演において曲順が同じであったが、この最終日の最終曲にのみ、「廻る、巡る、その核へ」が披露された。また、ライブの他にリハーサルおよびツアー中のオフショットも収録している。
なお、曲の間のMCにて「一悟の激痩せ日記帳・最終報告」が行われている。

## 収録曲
1. introduction (Remixed by Super Samir)
and worldのジャケットのイラストがバックに映し出され、だんだんと近づいてきて回転。その後にメンバーが登場する
2. world symphony
3. id-イド-
4. River
5. swayed
6. 波、白く
7. 赤橙
8. プラタナス
9. 夏の余韻
10. water room (inst.)
Scene of "and world"に収録された映像がバックに流れる
11. SOL(inst.)
12. 季節の灯
13. リピート
14. stay on land
15. 銀河の街
16. アイソトープ
17. FREAK OUT
18. ある証明
19. and world
20. 造花が笑う
アンコール1
21. 飛光
アンコール2
22. 廻る、巡る、その核へ
アンコール3

### 映像特典
tour document
- and world tourのドキュメント映像。各地でのライブの様子やライブの合間のACIDMANの様子が収録されている。